# Hanna Onyschtschenko

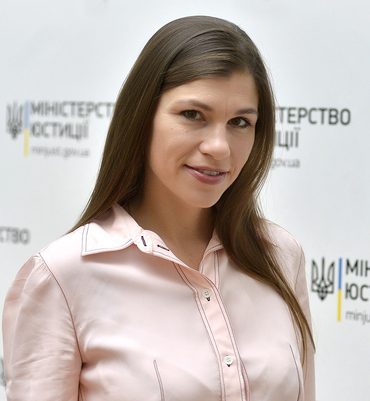
Hanna Onyschtschenko, 2019

Hanna Wolodymyriwna Onyschtschenko (ukrainisch Ганна Володимирівна Онищенко; * 15. Oktober 1984 in Kiew) ist eine ukrainische Juristin und Politikerin der Partei Volksfront. Vom 2. Dezember 2014 bis zum 14. April 2016 war sie Ministerin beim Ministerkabinett der Ukraine.

## Biografie
Hanna Onyschtschenko schloss im Jahr 2007 ihr Studium der Rechtswissenschaft an der Nationalen Taras-Schewtschenko-Universität Kiew ab. Im Jahr 2011 erhielt sie ihre amtliche Zulassung als Rechtsanwältin. Von 2004 bis März 2014 arbeitete sie als Rechtsberaterin und Leiterin mehrerer Firmen in Kiew.
Bei der Parlamentswahl in der Ukraine 2012 war Onyschtschenko auf Listenplatz 151 der Partei Allukrainische Vereinigung „Vaterland“. Im August 2013 vertrat Onyschtschenko Arsenij Jazenjuk bei einer Gerichtsverhandlung, bei der ihm „Provokationen“ gegen den damaligen Sekretär des Nationalen Sicherheits- und Verteidigungsrats der Ukraine Andrij Kljujew vorgeworfen wurden, die er am 18. Mai 2013 im Zuge seiner Aktion „Stehe auf, Ukraine!“ verübt haben soll. Onyschtschenko verlor diesen Prozess.
Nach den Ereignissen vom Euromaidan begann sie für die neue Regierung zu arbeiten. Von März bis Mai 2014 war sie die stellvertretende Justizministerin der Ukraine. Später trat sie der Partei Volksfront bei.
Bei der Parlamentswahl in der Ukraine 2014 war Onyschtschenko auf Listenplatz 58 ihrer Partei. Am 2. Dezember 2014 wurde sie zur Ministerin beim Ministerkabinett der Ukraine der neuen Regierung ernannt. Mit 30 Jahren war sie die jüngste Ministerin des Kabinetts.
Ihre Amtszeit als Ministerin endete nach einer Kabinettsumbildung am 14. April 2016.